# アストンマーティン・ヴァンキッシュ

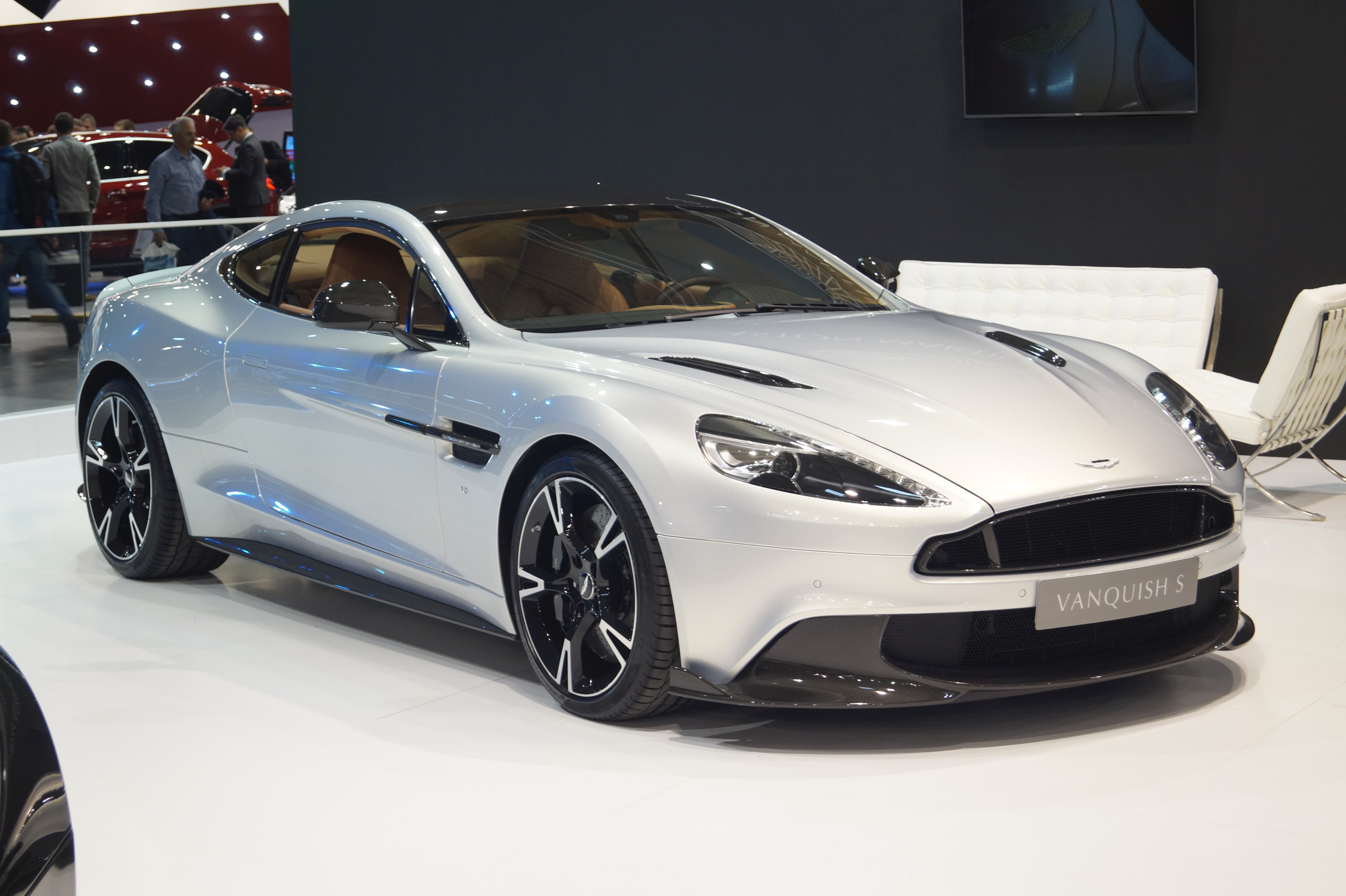
2代目 ヴァンキッシュS

ヴァンキッシュ（Vanquish）は、イギリスの自動車メーカー、アストンマーティンが製造した、クーペタイプの高級スポーツカー。ここではより高性能なヴァンキッシュSについても述べる。

## 初代（2001年-2007年）
初代となるV12ヴァンキッシュ（V12 Vanquish）は2000年に発表され、2001年のジュネーブショーに出品された後、発売された。担当デザイナーはイアン・カラム。
2004年、パリサロンで高性能で内外装にも変更を加えられた「V12ヴァンキッシュS」を発表。V12ヴァンキッシュSは、登場時においてアストンマーティン史上最速の車種であった。
日本での価格はV12ヴァンキッシュが2260万円、V12ヴァンキッシュSが2614万円であり、通常は2シーターだがオプションで後席を装着して2+2にすることもできた。
1954年に操業を始めたニューポートパグネル工場で生産された最後の車種である。
2007年、ヴァンキッシュS アルティメートエディションを発表。
初代ヴァンキッシュは2007年7月に生産を終了した。後継車種はDBS V12。

### 特徴・機構
現代アストンのアイデンティティのVHプラットフォームの基礎となる、カーボンファイバーとアルミの混成ボディフレームを持ち、外装パネルはすべて職人による叩き出しのアルミパネルによって構成される。しかし新世代のDB9やヴァンテージと比べるとメーター類などに若干の古さを感じさせる。
V型12気筒エンジンはフォードのデュラテックV6がベースで、ヨーロッパフォードの本社があるケルンのアストン専用工場で製造された。V12ヴァンキッシュは5.9L V型12気筒 DOHC　460PS/535NmのAM3、V12ヴァンキッシュSは520PS/577NmのAM06である。
トランスミッションは6速セミATであり、パドルシフトを装備する。
2019年9月、イアン・カラムが設立したイアン・カラム・デザインは、ヴァンキッシュ25を公表した。これは、初代ヴァンキッシュをベースとしたレストア・パッケージであり、英国のR-Reforged社によって25台限定で製造される。全体で350か所の変更を加えられており、エンジンはヴァンキッシュSより45kW（60馬力）高い432kW（588馬力）にチューニングされ、インテリアも大幅に手を入れた仕様となっている。

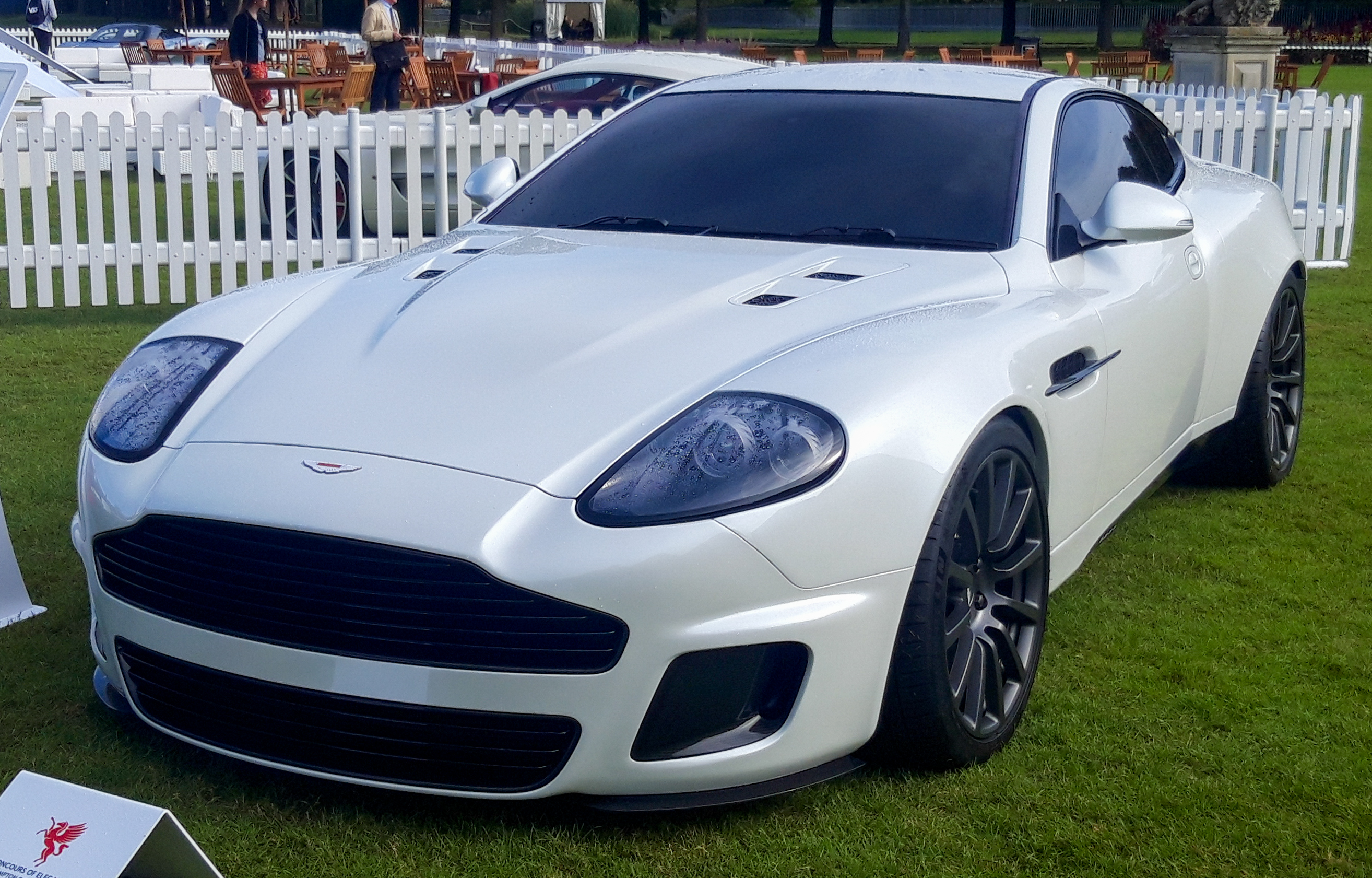
ヴァンキッシュ25 by CALLUM

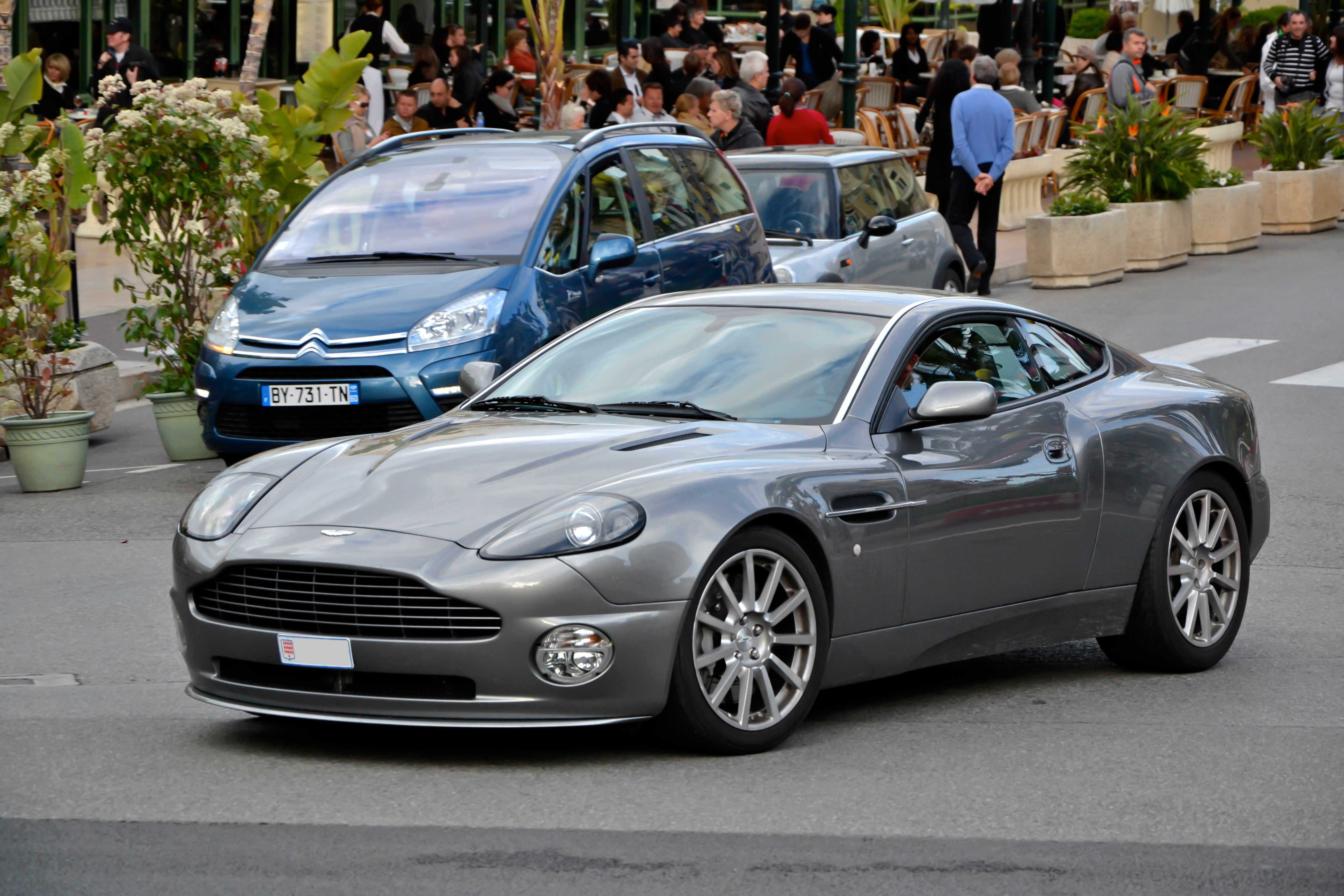
V12ヴァンキッシュS

## 2代目（2012年-2018年）
2012年、DBS V12の後継モデルとして2代目ヴァンキッシュを発売（2代目では名前にV12は無し）。担当デザイナーはマレク・ライクマン。
2014年9月より日本での販売開始。また2013年に「ヴァンキッシュ・ヴォランテ」（Vanquish Volante）が、2016年に「ヴァンキッシュS」（Vanquish S）が発表された。
2代目ヴァンキッシュは2018年に生産を終了。